# Cinclosoma cinnamomeum
Tordo-codorniz-canela ou tordiz-acanelado (Cinclosoma cinnamomeum) é uma espécie de ave da família Corvidae.
É endémica da Austrália.